# Persicaria mitis
Persicaria mitis är en slideväxtart som först beskrevs av Franz von Paula Schrank, och fick sitt nu gällande namn av Asenov. Persicaria mitis ingår i släktet pilörter, och familjen slideväxter. Inga underarter finns listade i Catalogue of Life.